# Rivalitet i fotboll mellan England och Tyskland
Rivalitet i fotboll mellan England och Tyskland sträcker sig till den första matchen mellan de europeiska herrlandslagen England och Tyskland. Den första matchen mellan lagen spelades den 10 maj 1930 i Deutsches Stadion, Berlin. Rivaliteten har stundtals varit hård, och den brittiska pressen har anspelat på de båda världskrigens tid. Under Europamästerskapet 1996 publicerade Daily Mirror bilder på spelarna iförda andra världskrigshjälmar. Matcherna har ibland präglats av huliganism. Stort uppmärksammade sammandrabbningar mellan supportrarna inträffade bland annat i Charleroi i Belgien vid gruppspelsmatchen under Europamästerskapet år 2000.

## Matcher
Lagen har spelat 33 officiella matcher mot varandra sedan 1930. Sex matcher har slutat oavgjort. Matcher som har fått avgöras med straffsparksläggning räknas som oavgjort. Tabellen inkluderar Tyskland och Västtysklands resultat, dock ej Östtysklands resultat.
(Uppdaterad efter resultat fram till 29 juni 2021.)
| Lag        | SM | VT | VH | VB | O | GMT | GMH | GMB | MS | P  |
| ---------- | -- | -- | -- | -- | - | --- | --- | --- | -- | -- |
| 0 England  | 33 | 15 | 8  | 7  | 6 | 52  | 22  | 30  | +9 | 51 |
| 0 Tyskland | 33 | 12 | 6  | 6  | 6 | 43  | 30  | 13  | −9 | 42 |

### 1930–1959
| 1 | 10 maj 1930 | Tyskland | 3 – 3 | England | Träningsmatch             |  |
|   |             |          |       |         | Deutsches Stadion, Berlin |  |
|   |             |          |       |         |                           |  |
|   |             |          |       |         |                           |  |

| 2 | 4 december 1935 | England | 3 – 0 | Tyskland | Träningsmatch              |  |
|   |                 |         |       |          | White Hart Lane, Tottenham |  |
|   |                 |         |       |          |                            |  |
|   |                 |         |       |          |                            |  |

| 3 | 14 maj 1938 | Tyskland | 6 – 3 | England | Träningsmatch          |  |
|   |             |          |       |         | Olympiastadion, Berlin |  |
|   |             |          |       |         |                        |  |
|   |             |          |       |         |                        |  |

| 4 | 1 december 1954 | England | 3 – 1 | Västtyskland | Träningsmatch            |  |
|   |                 |         |       |              | Wembley Stadium, Wembley |  |
|   |                 |         |       |              |                          |  |
|   |                 |         |       |              |                          |  |

| 5 | 26 maj 1956 | Västtyskland | 3 – 1 | England | Träningsmatch          |  |
|   |             |              |       |         | Olympiastadion, Berlin |  |
|   |             |              |       |         |                        |  |
|   |             |              |       |         |                        |  |

### 1960–1979
| 6 | 12 maj 1965 | Västtyskland | 1 – 0 | England | Träningsmatch            |  |
|   |             |              |       |         | Frankenstadion, Nürnberg |  |
|   |             |              |       |         |                          |  |
|   |             |              |       |         |                          |  |

| 7 | 23 februari 1966 | England | 1 – 0 | Västtyskland | Träningsmatch            |  |
|   |                  |         |       |              | Wembley Stadium, Wembley |  |
|   |                  |         |       |              |                          |  |
|   |                  |         |       |              |                          |  |

| 8     | 30 juli 1966 | England                                       | 4 – 2 (e.fl.)  | Västtyskland                         | VM 1966 (final)                                                            |                                                                            |
| 15:00 | 15:00        | Geoff Hurst 18′, 101′, 120′ Martin Peters 78′ | (1 – 1, 2 – 2) | Helmut Haller 12′ Wolfgang Weber 89′ | Wembley Stadium, Wembley Publik: 98 000 Domare: Gottfried Dienst (Schweiz) | Wembley Stadium, Wembley Publik: 98 000 Domare: Gottfried Dienst (Schweiz) |
| 15:00 | 15:00        |                                               |                |                                      | Wembley Stadium, Wembley Publik: 98 000 Domare: Gottfried Dienst (Schweiz) | Wembley Stadium, Wembley Publik: 98 000 Domare: Gottfried Dienst (Schweiz) |
| 15:00 | 15:00        |                                               |                |                                      | Wembley Stadium, Wembley Publik: 98 000 Domare: Gottfried Dienst (Schweiz) | Wembley Stadium, Wembley Publik: 98 000 Domare: Gottfried Dienst (Schweiz) |

| 9 | 1 juni 1968 | Västtyskland | 0 – 1 | England | Träningsmatch           |  |
|   |             |              |       |         | Niedersachsen, Hannover |  |
|   |             |              |       |         |                         |  |
|   |             |              |       |         |                         |  |

| 10    | 14 juni 1970 | Västtyskland                                          | 3 – 2 (e.fl.)  | England                            | VM 1970 (kvartsfinal)                                                             |                                                                                   |
| 12:00 | 12:00        | Franz Beckenbauer 68′ Uwe Seeler 76′ Gerd Müller 108′ | (0 – 1, 2 – 2) | Alan Mullery 31′ Martin Peters 49′ | Estadio Nou Camp, León Publik: 23 357 Domare: Ángel Norberto Coerezza (Argentina) | Estadio Nou Camp, León Publik: 23 357 Domare: Ángel Norberto Coerezza (Argentina) |
| 12:00 | 12:00        |                                                       |                |                                    | Estadio Nou Camp, León Publik: 23 357 Domare: Ángel Norberto Coerezza (Argentina) | Estadio Nou Camp, León Publik: 23 357 Domare: Ángel Norberto Coerezza (Argentina) |
| 12:00 | 12:00        |                                                       |                |                                    | Estadio Nou Camp, León Publik: 23 357 Domare: Ángel Norberto Coerezza (Argentina) | Estadio Nou Camp, León Publik: 23 357 Domare: Ángel Norberto Coerezza (Argentina) |

| 11    | 29 april 1972 | England         | 1 – 3 | Västtyskland | EM-kval 1972                                                              |                                                                           |
| 19:45 | 19:45         | Francis Lee 77′ |       |              | Wembley Stadium, Wembley Publik: 96 800 Domare: Robert Héliès (Frankrike) | Wembley Stadium, Wembley Publik: 96 800 Domare: Robert Héliès (Frankrike) |
| 19:45 | 19:45         |                 |       |              | Wembley Stadium, Wembley Publik: 96 800 Domare: Robert Héliès (Frankrike) | Wembley Stadium, Wembley Publik: 96 800 Domare: Robert Héliès (Frankrike) |
| 19:45 | 19:45         |                 |       |              | Wembley Stadium, Wembley Publik: 96 800 Domare: Robert Héliès (Frankrike) | Wembley Stadium, Wembley Publik: 96 800 Domare: Robert Héliès (Frankrike) |

| 12    | 13 maj 1972 | Västtyskland | 0 – 0 | England | EM-kval 1972                                                                   |                                                                                |
| 16:00 | 16:00       |              |       |         | Olympiastadion, Berlin Publik: 76 122 Domare: Milivoje Gugulović (Jugoslavien) | Olympiastadion, Berlin Publik: 76 122 Domare: Milivoje Gugulović (Jugoslavien) |
| 16:00 | 16:00       |              |       |         | Olympiastadion, Berlin Publik: 76 122 Domare: Milivoje Gugulović (Jugoslavien) | Olympiastadion, Berlin Publik: 76 122 Domare: Milivoje Gugulović (Jugoslavien) |
| 16:00 | 16:00       |              |       |         | Olympiastadion, Berlin Publik: 76 122 Domare: Milivoje Gugulović (Jugoslavien) | Olympiastadion, Berlin Publik: 76 122 Domare: Milivoje Gugulović (Jugoslavien) |

| 13 | 12 mars 1975 | England | 2 – 0 | Västtyskland | Träningsmatch            |  |
|    |              |         |       |              | Wembley Stadium, Wembley |  |
|    |              |         |       |              |                          |  |
|    |              |         |       |              |                          |  |

| 14 | 22 februari 1978 | Västtyskland | 1 – 2 | England | Träningsmatch           |  |
|    |                  |              |       |         | Olympiastadion, München |  |
|    |                  |              |       |         |                         |  |
|    |                  |              |       |         |                         |  |

### 1980–1999
| 15          | 29 juni 1982 | Västtyskland | 0 – 0 | England | VM 1982                                                                                   |                                                                                           |
| 21:00 UTC+2 | 21:00 UTC+2  |              |       |         | Estadio Santiago Bernabéu, Madrid Publik: 75 000 Domare: Arnaldo Cézar Coelho (Brasilien) | Estadio Santiago Bernabéu, Madrid Publik: 75 000 Domare: Arnaldo Cézar Coelho (Brasilien) |
| 21:00 UTC+2 | 21:00 UTC+2  |              |       |         | Estadio Santiago Bernabéu, Madrid Publik: 75 000 Domare: Arnaldo Cézar Coelho (Brasilien) | Estadio Santiago Bernabéu, Madrid Publik: 75 000 Domare: Arnaldo Cézar Coelho (Brasilien) |
| 21:00 UTC+2 | 21:00 UTC+2  |              |       |         | Estadio Santiago Bernabéu, Madrid Publik: 75 000 Domare: Arnaldo Cézar Coelho (Brasilien) | Estadio Santiago Bernabéu, Madrid Publik: 75 000 Domare: Arnaldo Cézar Coelho (Brasilien) |

| 16 | 13 oktober 1982 | England | 1 – 2 | Västtyskland | Träningsmatch            |  |
|    |                 |         |       |              | Wembley Stadium, Wembley |  |
|    |                 |         |       |              |                          |  |
|    |                 |         |       |              |                          |  |

| 17    | 12 juni 1985 | England                  | 3 – 0 | Västtyskland | Azteca 2000                                                            |                                                                        |
| 14:00 | 14:00        | Bryan Robson Kerry Dixon |       |              | Aztekastadion, Mexico City Publik: 8 000 Domare: Jorge Leanza (Mexiko) | Aztekastadion, Mexico City Publik: 8 000 Domare: Jorge Leanza (Mexiko) |
| 14:00 | 14:00        |                          |       |              | Aztekastadion, Mexico City Publik: 8 000 Domare: Jorge Leanza (Mexiko) | Aztekastadion, Mexico City Publik: 8 000 Domare: Jorge Leanza (Mexiko) |
| 14:00 | 14:00        |                          |       |              | Aztekastadion, Mexico City Publik: 8 000 Domare: Jorge Leanza (Mexiko) | Aztekastadion, Mexico City Publik: 8 000 Domare: Jorge Leanza (Mexiko) |

| 18 | 9 september 1987 | Västtyskland | 1 – 3 | England | Träningsmatch            |  |
|    |                  |              |       |         | Rheinstadion, Düsseldorf |  |
|    |                  |              |       |         |                          |  |
|    |                  |              |       |         |                          |  |

| 19          | 4 juli 1990 | Västtyskland                                               | 1 – 1 (e.fl.)              | England                                                             | VM 1990 (utslagsspel)                                  |                                                        |
| 20:00 UTC+2 | 20:00 UTC+2 | Andreas Brehme 60′                                         | (0 – 0)                    | Gary Lineker 80′                                                    | Publik: 62 628 Domare: José Roberto Wright (Brasilien) | Publik: 62 628 Domare: José Roberto Wright (Brasilien) |
| 20:00 UTC+2 | 20:00 UTC+2 |                                                            |                            |                                                                     | Publik: 62 628 Domare: José Roberto Wright (Brasilien) | Publik: 62 628 Domare: José Roberto Wright (Brasilien) |
| 20:00 UTC+2 | 20:00 UTC+2 | Andreas Brehme Lothar Matthäus Karl-Heinz Riedle Olaf Thon | Straffsparksläggning 4 – 3 | Gary Lineker Peter Beardsley David Platt Stuart Pearce Chris Waddle | Publik: 62 628 Domare: José Roberto Wright (Brasilien) | Publik: 62 628 Domare: José Roberto Wright (Brasilien) |

| 20 | 11 september 1991 | England | 0 – 1 | Tyskland | Träningsmatch            |  |
|    |                   |         |       |          | Wembley Stadium, Wembley |  |
|    |                   |         |       |          |                          |  |
|    |                   |         |       |          |                          |  |

| 21 | 19 juni 1993 | Tyskland                                  | 1 – 2   | England         | US Cup 1993                                                                 |                                                                             |
|    |              | Stefan Effenberg 26′ Jürgen Klinsmann 55′ | (1 – 1) | David Platt 31′ | Silverdome, Detroit Publik: 62 126 Domare: Ernesto Filippi Cavani (Uruguay) | Silverdome, Detroit Publik: 62 126 Domare: Ernesto Filippi Cavani (Uruguay) |
|    |              |                                           |         |                 | Silverdome, Detroit Publik: 62 126 Domare: Ernesto Filippi Cavani (Uruguay) | Silverdome, Detroit Publik: 62 126 Domare: Ernesto Filippi Cavani (Uruguay) |
|    |              |                                           |         |                 | Silverdome, Detroit Publik: 62 126 Domare: Ernesto Filippi Cavani (Uruguay) | Silverdome, Detroit Publik: 62 126 Domare: Ernesto Filippi Cavani (Uruguay) |

| 22                                                                                    | 26 juni 1996               | Tyskland                                                                                | 1 – 1 (e.fl.) | England         | EM 1996 (semifinal)                                                  |                                                                      |
|                                                                                       |                            | Stefan Kuntz 16′                                                                        | (1 – 1)       | Alan Shearer 3′ | Wembley Stadium, Wembley Publik: 75 862 Domare: Sándor Puhl (Ungern) | Wembley Stadium, Wembley Publik: 75 862 Domare: Sándor Puhl (Ungern) |
|                                                                                       |                            |                                                                                         |               |                 | Wembley Stadium, Wembley Publik: 75 862 Domare: Sándor Puhl (Ungern) | Wembley Stadium, Wembley Publik: 75 862 Domare: Sándor Puhl (Ungern) |
| Thomas Häßler Thomas Strunz Stefan Reuter Christian Ziege Stefan Kuntz Andreas Möller | Straffsparksläggning 6 – 5 | Alan Shearer David Platt Stuart Pearce Paul Gascoigne Teddy Sheringham Gareth Southgate |               |                 | Wembley Stadium, Wembley Publik: 75 862 Domare: Sándor Puhl (Ungern) | Wembley Stadium, Wembley Publik: 75 862 Domare: Sándor Puhl (Ungern) |

### 2000–2009
| 23          | 17 juni 2000 | England          | 1 – 0   | Tyskland | EM 2000                                                                                  |                                                                                          |
| 20:45 UTC+2 | 20:45 UTC+2  | Alan Shearer 53′ | (0 – 0) |          | Stade du Pays de Charleroi, Charleroi Publik: 27 700 Domare: Pierluigi Collina (Italien) | Stade du Pays de Charleroi, Charleroi Publik: 27 700 Domare: Pierluigi Collina (Italien) |
| 20:45 UTC+2 | 20:45 UTC+2  |                  |         |          | Stade du Pays de Charleroi, Charleroi Publik: 27 700 Domare: Pierluigi Collina (Italien) | Stade du Pays de Charleroi, Charleroi Publik: 27 700 Domare: Pierluigi Collina (Italien) |
| 20:45 UTC+2 | 20:45 UTC+2  |                  |         |          | Stade du Pays de Charleroi, Charleroi Publik: 27 700 Domare: Pierluigi Collina (Italien) | Stade du Pays de Charleroi, Charleroi Publik: 27 700 Domare: Pierluigi Collina (Italien) |

| 24          | 7 oktober 2000 | England | 0 – 1   | Tyskland           | VM-kval 2002                                                              |                                                                           |
| 15:00 UTC+1 | 15:00 UTC+1    |         | (0 – 1) | Dietmar Hamann 14′ | Wembley Stadium, Wembley Publik: 76 377 Domare: Stefano Braschi (Italien) | Wembley Stadium, Wembley Publik: 76 377 Domare: Stefano Braschi (Italien) |
| 15:00 UTC+1 | 15:00 UTC+1    |         |         |                    | Wembley Stadium, Wembley Publik: 76 377 Domare: Stefano Braschi (Italien) | Wembley Stadium, Wembley Publik: 76 377 Domare: Stefano Braschi (Italien) |
| 15:00 UTC+1 | 15:00 UTC+1    |         |         |                    | Wembley Stadium, Wembley Publik: 76 377 Domare: Stefano Braschi (Italien) | Wembley Stadium, Wembley Publik: 76 377 Domare: Stefano Braschi (Italien) |

| 25          | 1 september 2001 | Tyskland           | 1 – 5   | England                                                          | VM-kval 2002                                                               |                                                                            |
| 19:30 UTC+2 | 19:30 UTC+2      | Carsten Jancker 6′ | (1 – 2) | Michael Owen 12′, 48′, 65′ Steven Gerrard 45+3′ Emile Heskey 73′ | Olympiastadion, München Publik: 63 000 Domare: Pierluigi Collina (Italien) | Olympiastadion, München Publik: 63 000 Domare: Pierluigi Collina (Italien) |
| 19:30 UTC+2 | 19:30 UTC+2      |                    |         |                                                                  | Olympiastadion, München Publik: 63 000 Domare: Pierluigi Collina (Italien) | Olympiastadion, München Publik: 63 000 Domare: Pierluigi Collina (Italien) |
| 19:30 UTC+2 | 19:30 UTC+2      |                    |         |                                                                  | Olympiastadion, München Publik: 63 000 Domare: Pierluigi Collina (Italien) | Olympiastadion, München Publik: 63 000 Domare: Pierluigi Collina (Italien) |

| 26          | 22 augusti 2007 | England          | 1 – 2   | Tyskland                               | Träningsmatch                                                             |                                                                           |
| 20:08 UTC+1 | 20:08 UTC+1     | Frank Lampard 9′ | (1 – 2) | Kevin Kurányi 26′ Christian Pander 40′ | Wembley Stadium, Wembley Publik: 86 133 Domare: Massimo Busacca (Schweiz) | Wembley Stadium, Wembley Publik: 86 133 Domare: Massimo Busacca (Schweiz) |
| 20:08 UTC+1 | 20:08 UTC+1     |                  |         |                                        | Wembley Stadium, Wembley Publik: 86 133 Domare: Massimo Busacca (Schweiz) | Wembley Stadium, Wembley Publik: 86 133 Domare: Massimo Busacca (Schweiz) |
| 20:08 UTC+1 | 20:08 UTC+1     |                  |         |                                        | Wembley Stadium, Wembley Publik: 86 133 Domare: Massimo Busacca (Schweiz) | Wembley Stadium, Wembley Publik: 86 133 Domare: Massimo Busacca (Schweiz) |

| 27          | 19 november 2008 | Tyskland           | 1 – 2   | England                          | Träningsmatch                                                           |                                                                         |
| 20:50 UTC+1 | 20:50 UTC+1      | Patrick Helmes 63′ | (0 – 1) | Matthew Upson 23′ John Terry 84′ | Olympiastadion, Berlin Publik: 74 244 Domare: Massimo Busacca (Schweiz) | Olympiastadion, Berlin Publik: 74 244 Domare: Massimo Busacca (Schweiz) |
| 20:50 UTC+1 | 20:50 UTC+1      |                    |         |                                  | Olympiastadion, Berlin Publik: 74 244 Domare: Massimo Busacca (Schweiz) | Olympiastadion, Berlin Publik: 74 244 Domare: Massimo Busacca (Schweiz) |
| 20:50 UTC+1 | 20:50 UTC+1      |                    |         |                                  | Olympiastadion, Berlin Publik: 74 244 Domare: Massimo Busacca (Schweiz) | Olympiastadion, Berlin Publik: 74 244 Domare: Massimo Busacca (Schweiz) |

### 2010–2019
| 28          | 27 juni 2010 | Tyskland                                                     | 4 – 1   | England           | VM 2010 (åttondelsfinal)                                                          |                                                                                   |
| 16:00 UTC+2 | 16:00 UTC+2  | Miroslav Klose 20′ Lukas Podolski 32′ Thomas Müller 67′, 70′ | (2 – 1) | Matthew Upson 37′ | Free State Stadium, Bloemfontein Publik: 40 510 Domare: Jorge Larrionda (Uruguay) | Free State Stadium, Bloemfontein Publik: 40 510 Domare: Jorge Larrionda (Uruguay) |
| 16:00 UTC+2 | 16:00 UTC+2  |                                                              |         |                   | Free State Stadium, Bloemfontein Publik: 40 510 Domare: Jorge Larrionda (Uruguay) | Free State Stadium, Bloemfontein Publik: 40 510 Domare: Jorge Larrionda (Uruguay) |
| 16:00 UTC+2 | 16:00 UTC+2  |                                                              |         |                   | Free State Stadium, Bloemfontein Publik: 40 510 Domare: Jorge Larrionda (Uruguay) | Free State Stadium, Bloemfontein Publik: 40 510 Domare: Jorge Larrionda (Uruguay) |

| 29          | 19 november 2013 | England | 0 – 1   | Tyskland            | Träningsmatch                                                               |                                                                             |
| 20:00 UTC±0 | 20:00 UTC±0      |         | (0 – 1) | Per Mertesacker 39′ | Wembley Stadium, Wembley Publik: 85 934 Domare: Stéphane Lannoy (Frankrike) | Wembley Stadium, Wembley Publik: 85 934 Domare: Stéphane Lannoy (Frankrike) |
| 20:00 UTC±0 | 20:00 UTC±0      |         |         |                     | Wembley Stadium, Wembley Publik: 85 934 Domare: Stéphane Lannoy (Frankrike) | Wembley Stadium, Wembley Publik: 85 934 Domare: Stéphane Lannoy (Frankrike) |
| 20:00 UTC±0 | 20:00 UTC±0      |         |         |                     | Wembley Stadium, Wembley Publik: 85 934 Domare: Stéphane Lannoy (Frankrike) | Wembley Stadium, Wembley Publik: 85 934 Domare: Stéphane Lannoy (Frankrike) |

| 30          | 26 mars 2016 | Tyskland                       | 2 – 3   | England                                      | Träningsmatch                                                           |                                                                         |
| 20:45 UTC+1 | 20:45 UTC+1  | Toni Kroos 43′ Mario Gómez 57′ | (1 – 0) | Harry Kane 61′ Jamie Vardy 74′ Eric Dier 90′ | Olympiastadion, Berlin Publik: 71 413 Domare: Gianluca Rocchi (Italien) | Olympiastadion, Berlin Publik: 71 413 Domare: Gianluca Rocchi (Italien) |
| 20:45 UTC+1 | 20:45 UTC+1  |                                |         |                                              | Olympiastadion, Berlin Publik: 71 413 Domare: Gianluca Rocchi (Italien) | Olympiastadion, Berlin Publik: 71 413 Domare: Gianluca Rocchi (Italien) |
| 20:45 UTC+1 | 20:45 UTC+1  |                                |         |                                              | Olympiastadion, Berlin Publik: 71 413 Domare: Gianluca Rocchi (Italien) | Olympiastadion, Berlin Publik: 71 413 Domare: Gianluca Rocchi (Italien) |

| 31          | 22 mars 2017 | Tyskland           | 1 – 0   | England | Träningsmatch                                                                |                                                                              |
| 20:45 UTC+1 | 20:45 UTC+1  | Lukas Podolski 69′ | (0 – 0) |         | Signal Iduna Park, Dortmund Publik: 60 109 Domare: Damir Skomina (Slovenien) | Signal Iduna Park, Dortmund Publik: 60 109 Domare: Damir Skomina (Slovenien) |
| 20:45 UTC+1 | 20:45 UTC+1  |                    |         |         | Signal Iduna Park, Dortmund Publik: 60 109 Domare: Damir Skomina (Slovenien) | Signal Iduna Park, Dortmund Publik: 60 109 Domare: Damir Skomina (Slovenien) |
| 20:45 UTC+1 | 20:45 UTC+1  |                    |         |         | Signal Iduna Park, Dortmund Publik: 60 109 Domare: Damir Skomina (Slovenien) | Signal Iduna Park, Dortmund Publik: 60 109 Domare: Damir Skomina (Slovenien) |

| 32          | 10 november 2017 | England | 0 – 0 | Tyskland | Träningsmatch                                                            |                                                                          |
| 20:00 UTC±0 | 20:00 UTC±0      |         |       |          | Wembley Stadium, Wembley Publik: 81 382 Domare: Paweł Raczkowski (Polen) | Wembley Stadium, Wembley Publik: 81 382 Domare: Paweł Raczkowski (Polen) |
| 20:00 UTC±0 | 20:00 UTC±0      |         |       |          | Wembley Stadium, Wembley Publik: 81 382 Domare: Paweł Raczkowski (Polen) | Wembley Stadium, Wembley Publik: 81 382 Domare: Paweł Raczkowski (Polen) |
| 20:00 UTC±0 | 20:00 UTC±0      |         |       |          | Wembley Stadium, Wembley Publik: 81 382 Domare: Paweł Raczkowski (Polen) | Wembley Stadium, Wembley Publik: 81 382 Domare: Paweł Raczkowski (Polen) |

### 2020–
| 33          | 29 juni 2021 | England                            | 2 – 0   | Tyskland | EM 2020 (åttondelsfinal)                                                       |                                                                                |
| 17:00 UTC+1 | 17:00 UTC+1  | Raheem Sterling 75′ Harry Kane 86′ | (0 – 0) |          | Wembley Stadium, Wembley Publik: 41 973 Domare: Danny Makkelie (Nederländerna) | Wembley Stadium, Wembley Publik: 41 973 Domare: Danny Makkelie (Nederländerna) |
| 17:00 UTC+1 | 17:00 UTC+1  |                                    |         |          | Wembley Stadium, Wembley Publik: 41 973 Domare: Danny Makkelie (Nederländerna) | Wembley Stadium, Wembley Publik: 41 973 Domare: Danny Makkelie (Nederländerna) |
| 17:00 UTC+1 | 17:00 UTC+1  |                                    |         |          | Wembley Stadium, Wembley Publik: 41 973 Domare: Danny Makkelie (Nederländerna) | Wembley Stadium, Wembley Publik: 41 973 Domare: Danny Makkelie (Nederländerna) |

## Östtyskland
Östtysklands herrlandslag i fotboll representerade Östtyskland under perioden 1952–1990. England spelade mot detta lag vid fyra tillfällen; samtliga var träningsmatcher.
| Lag           | SM | VT | VH | VB | O | GMT | GMH | GMB | MS | P  |
| ------------- | -- | -- | -- | -- | - | --- | --- | --- | -- | -- |
| 0 England     | 4  | 3  | 2  | 1  | 1 | 7   | 4   | 3   | +4 | 10 |
| 0 Östtyskland | 4  | 0  | 0  | 0  | 1 | 3   | 2   | 1   | −4 | 1  |

| 1 | 2 juli 1963 | Östtyskland | 1 – 2   | England                   | Träningsmatch                          |                                        |
|   |             | Peter Ducke | (1 – 1) | Roger Hunt Bobby Charlton | Zentralstadion, Leipzig Publik: 85 000 | Zentralstadion, Leipzig Publik: 85 000 |
|   |             |             |         |                           | Zentralstadion, Leipzig Publik: 85 000 | Zentralstadion, Leipzig Publik: 85 000 |
|   |             |             |         |                           | Zentralstadion, Leipzig Publik: 85 000 | Zentralstadion, Leipzig Publik: 85 000 |

| 2         | 25 november 1970 | England                                           | 3 – 1   | Östtyskland        | Träningsmatch                                                             |                                                                           |
| 19:45 BST | 19:45 BST        | Franny Lee 12′ Martin Peters 21′ Allan Clarke 63′ | (2 – 1) | Eberhard Vogel 27′ | Wembley Stadium, Wembley Publik: 93 000 Domare: Rudolf Scheurer (Schweiz) | Wembley Stadium, Wembley Publik: 93 000 Domare: Rudolf Scheurer (Schweiz) |
| 19:45 BST | 19:45 BST        |                                                   |         |                    | Wembley Stadium, Wembley Publik: 93 000 Domare: Rudolf Scheurer (Schweiz) | Wembley Stadium, Wembley Publik: 93 000 Domare: Rudolf Scheurer (Schweiz) |
| 19:45 BST | 19:45 BST        |                                                   |         |                    | Wembley Stadium, Wembley Publik: 93 000 Domare: Rudolf Scheurer (Schweiz) | Wembley Stadium, Wembley Publik: 93 000 Domare: Rudolf Scheurer (Schweiz) |

| 3 | 29 maj 1974 | Östtyskland         | 1 – 1   | England          | Träningsmatch                          |                                        |
|   |             | Joachim Streich 67′ | (0 – 0) | Mick Channon 68′ | Zentralstadion, Leipzig Publik: 95 000 | Zentralstadion, Leipzig Publik: 95 000 |
|   |             |                     |         |                  | Zentralstadion, Leipzig Publik: 95 000 | Zentralstadion, Leipzig Publik: 95 000 |
|   |             |                     |         |                  | Zentralstadion, Leipzig Publik: 95 000 | Zentralstadion, Leipzig Publik: 95 000 |

| 4         | 12 september 1984 | England          | 1 – 0   | Östtyskland | Träningsmatch                                                                    |                                                                                  |
| 19:45 BST | 19:45 BST         | Bryan Robson 82′ | (0 – 0) |             | Wembley Stadium, Wembley Publik: 23 951 Domare: Albert R. Thomas (Nederländerna) | Wembley Stadium, Wembley Publik: 23 951 Domare: Albert R. Thomas (Nederländerna) |
| 19:45 BST | 19:45 BST         |                  |         |             | Wembley Stadium, Wembley Publik: 23 951 Domare: Albert R. Thomas (Nederländerna) | Wembley Stadium, Wembley Publik: 23 951 Domare: Albert R. Thomas (Nederländerna) |
| 19:45 BST | 19:45 BST         |                  |         |             | Wembley Stadium, Wembley Publik: 23 951 Domare: Albert R. Thomas (Nederländerna) | Wembley Stadium, Wembley Publik: 23 951 Domare: Albert R. Thomas (Nederländerna) |